# Pic Palas
Le pic Palas est un sommet des Pyrénées sur la frontière franco-espagnole, il est le point culminant du département français des Pyrénées-Atlantiques et de la région Nouvelle-Aquitaine avec 2 969 ou 2 974 m.

## Toponymie
En occitan, une pala signifie une pente raide et unie.

## Géographie
Le sommet est situé exactement à l'intersection de la province de Huesca (Aragon, Espagne), du département des Pyrénées-Atlantiques (Nouvelle-Aquitaine, France) et du département des Hautes-Pyrénées (Occitanie, France).

### Topographie
Il fait partie du massif du Balaïtous, séparé du pic du Balaïtous (3 144 m) à l'est et du pic d'Arriel (2 824 m) à l'ouest par de petits cirques glaciaires. Située sur la ligne de partage des eaux, la crête des pics d'Arriel-Palas-Balaïtous a donc servi de tracé pour la frontière franco-espagnole.
Sur le versant espagnol, le pic Palas encadre, avec le pic d'Arriel, les lacs d'Arriel ; côté français, il surplombe le lac d'Artouste.

### Hydrographie
Le sommet délimite la ligne de partage des eaux entre le bassin de l'Adour, qui se déverse dans l'Atlantique côté nord, et le bassin de l'Èbre, qui coule vers la Méditerranée côté sud.

### Géologie
Sommet essentiellement granitique, comme l'ensemble du massif du Balaïtous, la montagne a été érodée durant les périodes de glaciation par trois glaciers de cirque qui lui ont donné son aspect actuel de pic pyramidal (formé de trois arêtes qui se rejoignent).
Les trois glaciers, en fondant durant l'holocène, ont donné naissance aux cirques actuels et à des lacs glaciaires en contrebas de la montagne :
- côté province de Huesca, les lacs d'Arriel ;
- côté Pyrénées-Atlantiques, les lacs d'Arrémoulit et le lac d'Artouste ;
- côté Hautes-Pyrénées, les lacs de Batcrabère.

## Histoire
C'est par erreur (dans le brouillard) qu'a été réalisée la première ascension du pic Palas en 1825, par les officiers géodésiens Peytier et Hossard, qui étaient partis pour faire l'ascension du Balaïtous. Jacques Orteig en fait la deuxième acension en 1871 et donne son nom à la cheminée Orteig.

## Voies d'accès
Il existe plusieurs voies classiques :
- par le refuge d'Arrémoulit et la brèche des Géodésiens (PD sup, passages de II sans difficulté particulière, mais à quelques reprises très exposés vers le versant ouest) ;
- par la cheminée Orteig-Ledormeur, accessible par le versant espagnol et débouchant sur l'arête sud-ouest (PD inf, si l'on prend garde de bien rester sur l'itinéraire - balisage rouge visible en 2015). La cheminée, assez redressée, présente une forme de dièdre relativement sécurisante avec de nombreuses prises fiables.